# Olympische Sommerspiele 1900/Teilnehmer (Haiti)
| Silbermedaillen | Bronzemedaillen | 3. |
| --------------- | --------------- | -- |
| —               | —               | —  |

Die Olympischen Sommerspiele 1900 in Paris waren die ersten mit haitianischer Beteiligung. Es traten 2 Sportler in der Disziplin Fechten an.

## Teilnehmer nach Sportarten

### Fechten
| Disziplin                | Platz     | Athlet           | 1. Runde            | Viertelfinale    | Hoffnungsrunde | Halbfinale     | Finale         |
| ------------------------ | --------- | ---------------- | ------------------- | ---------------- | -------------- | -------------- | -------------- |
| Florett                  | 35 von 54 | André Corvington | ausgeschieden       | nicht erreicht   | nicht erreicht | nicht erreicht | nicht erreicht |
| Florett für Fechtmeister | 44 von 60 | Léon Thiércelin  | ausgeschieden       | nicht erreicht   | nicht erreicht | nicht erreicht | nicht erreicht |
| Degen für Fechtmeister   | 19 von 54 | Léon Thiércelin  | 3 von 6 in Gruppe C | nicht abgehalten | nicht erreicht | nicht erreicht | nicht erreicht |